# Ngô Thanh Vân
Ngô Thanh Vân (Trà Vinh, 26 de Fevereiro de 1979), também conhecida como Veronica Ngô ou NTV, é uma atriz, cantora, e modelo norueguesa-vietnamita.

## Biografia
Ngô Thanh Vân nasceu no dia 26 de fevereiro de 1979, em Trà Vinh, Vietnã, como a mais nova entre 3 irmãos. Quando ela tinha 10 anos, sua família a colocou em um barco para atravessar a fronteira, e em 1990 ela chegou na Noruega com a tia, onde cresceu em uma família adotiva em Lilyhammer. Ela possui cidadania norueguesa e se considera como tal.
Em 1999, aos 20 anos, Vân retornou ao Vietnã, onde participou de um concurso de beleza organizado pela revista Women's World, e terminou em terceiro lugar. Seguindo esse sucesso inicial, ela lançou sua carreira no Vietnã ao modelar para revistas, calendários, e coleções de moda. Logo depois, ela conseguiu seu primeiro trabalho como atriz em Hương Dẻ, uma série de TV no HTV Channel.

## Carreira

### Música
Em 2002, Vân fez a transição para a indústria musical como cantora de dance-pop com a ajuda do produtor Quốc Bảo. Ela gravou um álbum de duetos chamado Vườn tình nhân (Lovers' Garden) com o cantor Tuấn Hưng.
No ano seguinte, novamente com a ajuda de Quốc Bảo, Vân lançou seu primeiro álbum solo, Thế giới trò chơi (Playworld), no dia de seu aniversário. Dois videoclipes foram filmados para o álbum: Thế giới trò chơi e Ngày tươi sáng, uma versão cover de A Better Day do grupo JTL, dirigidos por Jackie Chen. Esses dois vídeos foram os primeiros videoclipes vietnamitas a terem efeitos especiais profissionais e estão listados entre os mais caros do país até hoje.
Em 2004, Vân lançou seu segundo álbum, Bí ẩn vầng trăng (Mystery of the Moon), em 15 de março. Três vídeos foram lançados deste álbum: Bí ẩn vầng trăng, Vươn đến tầm cao (Reach for the Sky), e Khi nào em buồn (Whenever I'm Sad), que mais tarde foi regravada por muitos artistas, incluindo Mắt Ngọc, Minh Thuận e Thanh Thảo.
Em 5 de setembro de 2005, Vân lançou seu terceiro álbum, Con đường em đi (My Way). Este álbum foi produzido pela própria Vân e contou com a colaboração de um grupo de produtores chamado The Dreams. Ela remixou a famosa música Trịnh Công Sơn Quỳnh Hương.
No outono de 2006, após uma pausa de dois meses nos Estados Unidos, Vân voltou ao Vietnã e começou a gravar seu quarto álbum. Em outubro de 2006, Vân estreou uma de suas novas canções I Won't Stop Loving You, uma nova colaboração com Quốc Bảo, no episódio final do prgrama 21st Century Woman no canal VTV. Devido à forte promoção de seu filme Dòng máu anh hùng (O Rebelde), o lançamento do álbum foi adiado para o verão de 2007. Em maio de 2007, Vân anunciou que o título do álbum seria Studio 68, afirmando que 68 era seu número da sorte. Ela o lançou em 10 de janeiro de 2008.
Em 2006, Vân assinou um contrato para aparecer no longevo programa de música e comédia Van Son, produzido pela Van Son Entertainment, uma produtora de música vietnamita no exterior. Desde então, ela aparece em todos os DVDs de Van Son.
Nos primeiros meses de 2008, Vân começou a trabalhar em seu próximo álbum, Nước mắt thiên thần (Tears of Angel).

### Atuação
Em 2004, Vân fez sua primeira aparição internacional em Rouge, uma série de televisão de 13 episódios que foi ao ar na AZN Television.
Após o lançamento de seu álbum Con đường em đi, Vân continuou atuando, com papéis principais em filmes como Saigon Love Story dirigido por Ringo Le e O Rebelde dirigido por Charlie Nguyen, o último se tornando (na época) o filme de maior bilheteria de todos os tempos do Vietnã. A atuação de Vân a ganhou o Prêmio de Melhor Atriz no 15º Festival de Cinema do Vietnã.
Em 2009 Vân estrelou no filme de ação de Chanh Phuong, Bẫy rồng (conhecido internacionalmente como Clash). Ela também abriu sua própria agência de talentos chamada Vietnam Artist Agency.
Em 2010, Vân competiu na versão vietnamita de Dancing With The Stars, onde foi a vencedora da primeira temporada.
Em 2016, ela apareceu em Crouching Tiger, Hidden Dragon: Sword of Destiny e estrelou e dirigiu o filme Tấm Cám: Chuyện chưa kể'.
Em 2017, ela interpretou Paige Tico, a irmã mais velha de Rose Tico, em Star Wars: The Last Jedi. Mais tarde, em 2017, ela interpretou Tien, um elfo Inferni que trabalhava o principal antagonista no filme Bright, da Netflix.
Em 2019, ela estrelou o filme de ação vietnamita Hai Phượng (Fúria Feminina), que se tornou o filme doméstico de maior bilheteria de todos os tempos no Vietnã, e recebeu o prêmio CineAsia de Melhor Estrela Feminina do Ano.
Em 2020, ela apareceu em The Old Guard ao lado de Charlize Theron, e no filme de Spike Lee, Da 5 Bloods, com Chadwick Boseman. No mesmo ano, Vân foi selecionada para entrar para o júri do Festival de Cinema Asiático de Nova York.

## Vida Pessoal
Após o sucesso de O Rebelde, Vân revelou publicamente seu relacionamento com a co-estrela Johnny Tri Nguyen. O casal se separou em 2011.

## Discografia
- 2002: Vườn tình nhân (Lovers' Garden), feat. Tuấn Hưng
- 2003: Thế giới trò chơi (Playworld)
- 2004: Bí ẩn vầng trăng (Mystery of the Moon)
- 2005: Con đường em đi (My Way)
- 2008: Studio 68
- 2008: Nước mắt thiên thần (Tears of Angel)

## Filmografia

### Televisão
| Ano       | Título                 | Papel     | Anotações                                               |
| --------- | ---------------------- | --------- | ------------------------------------------------------- |
| 2002      | Hương Dẻ               |           |                                                         |
| 2004      | Rouge                  | Thúy      |                                                         |
| 2007-2009 | Cô Gái Xấu Xí          |           | Versão vietnamita de Ugly Betty, aparição especial      |
| 2010      | Bước nhảy hoàn vũ      | Ela mesma | Versão vietnamita de Dancing With the Stars - Vencedora |
| 2013      | Project Runway Vietnam | Jurada    | Versão vietnamita de Project Runway                     |

### Filmes
| Ano  | Título                                           | Papel         | Direção                  | Anotações                              |
| ---- | ------------------------------------------------ | ------------- | ------------------------ | -------------------------------------- |
| 2006 | 2 trong 1                                        | Như Lan       | Dao Duy Phuc             |                                        |
| 2006 | Saigon Love Story                                | Tâm           | Ringo Le                 | Filmado em 2004, primeiro filme de Vân |
| 2007 | Dòng máu anh hùng (O Rebelde)                    | Võ Thanh Thúy | Charlie Nguyễn           |                                        |
| 2007 | Ngôi nhà bí ân                                   | Trúc          | Nguyen Chanh Tin         |                                        |
| 2009 | Bẫy rồng (Duelo de Assassinos)                   | Trinh / Fênix | Le Thanh Son             |                                        |
| 2011 | Ngọc viễn đông                                   | Irmã          | Cuong Ngo                |                                        |
| 2012 | Ngôi nhà trong hẻm                               | Thảo          | Lê Văn Kiệt              |                                        |
| 2013 | Lửa Phật                                         | Ánh           | Dustin Nguyen            |                                        |
| 2015 | Ngày nảy ngày nay                                | Đan Nương     | Cuong Ngo, Ngô Thanh Vân | Primeiro filme dirigido por Vân        |
| 2016 | Bitcoin Heist                                    | Kỳ            | Hàm Trần                 |                                        |
| 2016 | Crouching Tiger, Hidden Dragon: Sword of Destiny | Mantis        | Yuen Woo-ping            |                                        |
| 2016 | Tấm Cám: Chuyện chưa kể                          | Madrasta      | Ngô Thanh Vân            |                                        |
| 2017 | Cô Ba Sài Gòn                                    | Thanh Mai     | Kay Nguyen, Tran Buu Loc |                                        |
| 2017 | Star Wars: The Last Jedi                         | Paige Tico    | Rian Johnson             |                                        |
| 2017 | Bright                                           | Tien          | David Ayer               |                                        |
| 2018 | Về quê ăn Tết                                    | Đậu Xanh      | Nguyen Hoang Anh         |                                        |
| 2019 | Hai Phượng (Fúria Feminina)                      | Hai Phượng    | Lê Văn Kiệt              |                                        |
| 2020 | Da 5 Bloods                                      | Hanoi Hannah  | Spike Lee                |                                        |
| 2020 | The Old Guard                                    | Quynh         | Gina Prince-Bythewood    |                                        |